# Estádio Derby Sãocarlense
O Estádio Derby Sãocarlense, também conhecido como Hipódromo e Velódromo Sãocarlense, ou simplesmente Hipódromo, foi um estádio de futebol localizado na zona sul, no município de São Carlos, no Estado de São Paulo, foi propriedade do Derby Club que foi fundado em 14 de janeiro de 1912. Seu nome é originário do Derby Club, que se "fundiu" ou foi "incorporado" em 1925 pelo Paulista Esporte Clube e mudou-se de local.

## História
- O Jockey Club Sancarlense foi fundado em 11 de fevereiro de 1890.
- O estádio em si, ficava dentro do "Hipódromo Sãocarlense" sob a tutela do Derby Club que também era usado como "Velódromo".
- Inicialmente o Derby Club ficava na região sul da cidade, (perto da atual avenida Getúlio Vargas) e da ferrovia, onde ainda existe a pequenina "Estação Hipódromo"  que foi inaugurada em 1916, exatamente para levar a elite sãocarlense para assistir aos eventos promovidos pelo Derby Club no seu hipódromo e velódromo.
- Em 1918, o Ideal Club se juntou ao Paulista Esporte Clube e na sequência incorporado pelo mesmo, sendo que o Paulista EC continuou mandando seus jogos no "Hipódromo Sãocarlense".
- Em 1925, de alguma maneira o Derby Club, proprietário do hipódromo, se juntou com o Paulista e trocou de local, indo para o local onde se localiza o Estádio Paulista, pode ter sido uma incorporação ou fusão entre os mesmos. Essas informações podem ser verificadas com antigos moradores e jornais da cidade. Lá o Derby Club construiu seu próprio hipódromo e o Paulista EC construi o estádio dentro do hipódromo. Em 1951 o Paulista foi incorporado pelo atual proprietário, o São Carlos Clube.

## Dimensões
- O gramado de jogo do estádio tinha dimensões de 100 m de comprimento por 66 m de largura.

## Jogos marcantes no estádio
Houve vários grandes jogos no estádio, e alguns merecem destaque:
- Em 27 de setembro de 1914, jogo amistoso entre o Ideal Club contra o Rio Claro, jogo que terminou empatado em 1–1 (jogo oficial de inauguração do estádio).
- Em 25 de abril de 1915, jogo pela "Liga Oeste" entre Ideal Club contra o Rio Claro FC, jogo vencido pela Rio Claro por 4–0.
- Em 3 de junho de 1915, jogo pela amistoso entre Ideal Club/Paulista EC contra o Santos FC, jogo vencido pelo Ideal/Paulista por 3–1 (jogo amistoso comemorativo).
- Em 4 de julho de 1915, jogo amistoso entre o Paulista EC contra o Corinthians, jogo vencido pelo Corinthians por 4–1.
- Em 15 de agosto de 1915, jogo amistoso entre Ideal Club contra o Corinthians, jogo vencido pelo Corinthians por 4–1.
- Em 15 de abril de 1917, jogo amistoso pelo Torneio Bronze entre Paulista EC contra o Corinthians, jogo vencido pelo Corinthians por 3–1; houve conquista do "Troféu Bronze" oferecido pelo Sr. Celino Ambrosio ao Corinthians.
- Em 16 de junho de 1918, jogo amistoso entre Ideal/Paulista (infantil) contra o Rio Claro (infantil) , jogo vencido pelo Rio Claro por 3–1.
- Em 28 de julho de 1918, jogo amistoso entre Ideal/Paulista contra o Rio Claro, jogo vencido pelo Rio Claro por 4–2.
- Em 25 de maio de 1919, jogo amistoso comemorativo na cidade de São Carlos, entre Paulista EC contra o Palestra Itália, jogo vencido pelo Palestra Itália por 2–0 (oferecido Troféu Comércio de São Carlos).

### Jogos do Palestra e Rio Claro
- 5 de agosto de 1923 - Rio Claro 2–0 Palestra Itália de São Carlos (campeonato do interior, jogo em Rio Claro)
- 18 de novembro de 1923 - Rio Claro FC 2–0 Palestra Itália de São Carlos (amistoso em Rio Claro)
- 14 de junho de 1925 - Palestra Itália de São Carlos 2–0 Rio Claro FC (campeonato do interior)

### Jogos de outros clubes e Rio Claro
- 26 de julho de 1914 - AA São Carlense 0–1 Rio Claro FC (amistoso em São Carlos)
- 18 de agosto de 1914 - Rio Claro FC 2–1 AA São Carlense (amistoso em Rio Claro)
- 19 de agosto de 1934 - Rio Claro FC 1–1 Combinado de São Carlos (amistoso em Rio Claro)
- 16 de julho de 1935 - Rio Claro FC 7–0 Athético São Carlos (amistoso em Rio Claro)